# Nadie nos ha visto
|  |

El aguafuerte Nadie nos ha visto es un grabado de la serie Los Caprichos del pintor español Francisco de Goya. Está numerado con el número 79 en la serie de 80 estampas. Se publicó en 1799.

## Interpretaciones de la estampa
Existen varios manuscritos contemporáneos que explican las láminas de los Caprichos. El que se encuentra en el Museo del Prado se tiene como autógrafo de Goya, pero parece más bien despistar y buscar un significado moralizante que encubra significados más arriesgados para el autor. Otros dos, el que perteneció a Ayala y el que se encuentra en la Biblioteca Nacional, realzan la parte más escabrosa de las láminas.
- Explicación de esta estampa del manuscrito del Museo del Prado: ¿Y qué importa que los curas bajen a la bodega y echen cuatro tragos, si han trabajado toda la noche, y queda la espetera como una ascua de oro?.[2]

- Manuscrito de Ayala: Los abates y frailes echan gaudeamus a solas y luego nos aparentan arregladas costumbres.[2]

- Manuscrito de la Biblioteca Nacional: Los curas y frailes echan valientes tragos cuando nadie los ve; pero el mundo bien lo sabe. El vaso del abate es de buena marca para indicar el desorden que hay en el clero.[2]